# Alpské lyžování na Zimních olympijských hrách 2018
Alpské lyžování na Zimních olympijských hrách 2018 proběhlo od 12. do 24. února 2018 v alpském středisku Jongpchjong (slalom a obří slalom) v okrese Pchjongčchang a v lyžařském středisku Čongson (rychlostní disciplíny) v okrese Čongson v Jižní Koreji.
V červnu 2015 Mezinárodní olympijský výbor schválil přidání soutěže smíšených družstev, čímž se zvýšil celkový počet medailových disciplín v alpském lyžování na jedenáct. 

## Program
Program podle oficiálních stránek.
| Den    | Datum          | Zahájení (UTC+9) | Zahájení (SEČ) | Závod                          |
| ------ | -------------- | ---------------- | -------------- | ------------------------------ |
| den 3  | 11. února 2018 | 11:00            | 3:00           | sjezd mužů                     |
| den 4  | 12. února 2018 | 10:15            | 2:15           | obří slalom žen                |
| den 5  | 13. února 2018 | 11:30            | 3:30           | sjezd pro superkombinaci mužů  |
| den 5  | 13. února 2018 | 15:00            | 7:00           | slalom pro superkombinaci mužů |
| den 6  | 14. února 2018 | 10:15            | 2:15           | slalom žen                     |
| den 7  | 15. února 2018 | 11:00            | 3:00           | superobří slalom mužů          |
| den 9  | 17. února 2018 | 11:00            | 3:00           | superobří slalom žen           |
| den 10 | 18. února 2018 | 10:15            | 2:15           | obří slalom mužů               |
| den 13 | 21. února 2018 | 11:00            | 3:00           | sjezd žen                      |
| den 14 | 22. února 2018 | 10:15            | 2:15           | slalom mužů                    |
| den 15 | 23. února 2018 | 11:00            | 3:00           | sjezd pro superkombinaci žen   |
| den 15 | 23. února 2018 | 14:30            | 6:30           | slalom pro superkombinaci žen  |
| den 16 | 24. února 2018 | 11:00            | 3:00           | soutěž družstev                |

## Medailové pořadí zemí
| Pořadí | Země                         | Zlato | Stříbro | Bronz | Celkově |
| ------ | ---------------------------- | ----- | ------- | ----- | ------- |
| 1.     | Rakousko (AUT)               | 3     | 2       | 2     | 7       |
| 2.     | Švýcarsko (SUI)              | 2     | 3       | 2     | 7       |
| 3.     | Švédsko (SWE)                | 2     | 0       | 0     | 2       |
| 4.     | Norsko (NOR)                 | 1     | 4       | 2     | 7       |
| 5.     | Spojené státy americké (USA) | 1     | 1       | 1     | 3       |
| 6.     | Itálie (ITA)                 | 1     | 0       | 1     | 2       |
| 7.     | Česko (CZE)                  | 1     | 0       | 0     | 1       |
| 8.     | Francie (FRA)                | 0     | 1       | 2     | 3       |
| 9.     | Lichtenštejnsko (LIE)        | 0     | 0       | 1     | 1       |
|        | Celkem                       | 11    | 11      | 11    | 33      |

## Medailisté

### Muži
| Disciplína       | Zlato                             | Výkon   | Stříbro                             | Výkon   | Bronz                                 | Výkon   |
| ---------------- | --------------------------------- | ------- | ----------------------------------- | ------- | ------------------------------------- | ------- |
| superkombinace   | Marcel Hirscher · Rakousko (AUT)  | 2:06,52 | Alexis Pinturault · Francie (FRA)   | 2:06,75 | Victor Muffat-Jeandet · Francie (FRA) | 2:07,54 |
| sjezd            | Aksel Lund Svindal · Norsko (NOR) | 1:40,25 | Kjetil Jansrud · Norsko (NOR)       | 1:40,37 | Beat Feuz · Švýcarsko (SUI)           | 1:40,43 |
| slalom           | André Myhrer · Švédsko (SWE)      | 1:38,99 | Ramon Zenhäusern · Švýcarsko (SUI)  | 1:39,33 | Michael Matt · Rakousko (AUT)         | 1:39,66 |
| obří slalom      | Marcel Hirscher · Rakousko (AUT)  | 2:18,04 | Henrik Kristoffersen · Norsko (NOR) | 2:19,31 | Alexis Pinturault · Francie (FRA)     | 2:19,35 |
| superobří slalom | Matthias Mayer · Rakousko (AUT)   | 1:24,44 | Beat Feuz · Švýcarsko (SUI)         | 1:24,57 | Kjetil Jansrud · Norsko (NOR)         | 1:24,62 |

### Ženy
| Disciplína       | Zlato                                              | Výkon   | Stříbro                                            | Výkon   | Bronz                                          | Výkon   |
| ---------------- | -------------------------------------------------- | ------- | -------------------------------------------------- | ------- | ---------------------------------------------- | ------- |
| superkombinace   | Michelle Gisinová · Švýcarsko (SUI)                | 2:20,90 | Mikaela Shiffrinová · Spojené státy americké (USA) | 2:21,87 | Wendy Holdenerová · Švýcarsko (SUI)            | 2:22,34 |
| sjezd            | Sofia Goggiová · Itálie (ITA)                      | 1:39,22 | Ragnhild Mowinckelová · Norsko (NOR)               | 1:39,31 | Lindsey Vonnová · Spojené státy americké (USA) | 1:39,69 |
| slalom           | Frida Hansdotterová · Švédsko (SWE)                | 1:38,63 | Wendy Holdenerová · Švýcarsko (SUI)                | 1:38,68 | Katharina Gallhuberová · Rakousko (AUT)        | 1:38,95 |
| obří slalom      | Mikaela Shiffrinová · Spojené státy americké (USA) | 2:20,02 | Ragnhild Mowinckelová · Norsko (NOR)               | 2:20,41 | Federica Brignoneová · Itálie (ITA)            | 2:20,48 |
| superobří slalom | Ester Ledecká · Česko (CZE)                        | 1:21,11 | Anna Veithová · Rakousko (AUT)                     | 1:21,12 | Tina Weiratherová · Lichtenštejnsko (LIE)      | 1:21,22 |

### Smíšené soutěže
| Disciplína       | Zlato | Stříbro | Bronz |
| ---------------- | --- | --- | --- |
| smíšená družstva | Švýcarsko (SUI) · Luca Aerni · Denise Feierabendová · Wendy Holdenerová · Daniel Yule · Ramon Zenhäusern | Rakousko (AUT) · Stephanie Brunner · Manuel Feller · Katharina Gallhuberová · Katharina Liensbergerová · Michael Matt · Marco Schwarz | Norsko (NOR) · Sebastian Foss-Solevåg · Nina Haverová-Løsethová · Leif Kristian Nestvold-Haugen · Kristin Lysdahl · Jonathan Nordbotten · Maren Skjøld |

## Účastníci
Na zimní olympiádu se kvalifikovalo 322 lyžařů z 80 výprav (včetně Olympijských sportovců z Ruska).
- Albánie (2)
- Andorra (3)
- Argentina (2)
- Arménie (1)
- Austrálie (3)
- Rakousko (22)
- Ázerbájdžán (1)
- Bělorusko (2)
- Belgie (4)
- Bolívie (1)
- Bosna a Hercegovina (2)
- Brazílie (1)
- Bulharsko (3)
- Kanada (14)
- Chile (3)
- Čína (2)
- Kolumbie (1)
- Chorvatsko (10)
- Kypr (1)
- Česko (9)
- Dánsko (2)
- Východní Timor (1)
- Eritrea (1)
- Estonsko (2)
- Finsko (2)
- Francie (22)
- Gruzie (2)
- Německo (14)
- Velká Británie (4)
- Řecko (2)
- Hongkong (1)
- Maďarsko (4)
- Island (2)
- Írán (2)
- Irsko (2)
- Izrael (1)
- Itálie (20)
- Japonsko (4)
- Kazachstán (2)
- Keňa (1)
- Kosovo (1)
- Kyrgyzstán (1)
- Lotyšsko (2)
- Libanon (2)
- Lichtenštejnsko (2)
- Litva (2)
- Lucembursko (1)
- Severní Makedonie (1)
- Madagaskar (1)
- Malajsie (1)
- Malta (1)
- Mexiko (2)
- Moldavsko (1)
- Monako (2)
- Černá Hora (2)
- Maroko (1)
- Nový Zéland (3)
- Severní Korea (3)
- Norsko (11)
- Olympijští sportovci z Ruska (5)
- Pákistán (1)
- Filipíny (1)
- Polsko (3)
- Portugalsko (1)
- Portoriko (1)
- Rumunsko (2)
- San Marino (1)
- Srbsko (3)
- Slovensko (7)
- Slovinsko (11)
- Jihoafrická republika (1)
- Jižní Korea (4)
- Španělsko (2)
- Švédsko (10)
- Švýcarsko (22)
- Thajsko (2)
- Turecko (2)
- Ukrajina (2)
- Spojené státy americké (22)
- Uzbekistán (1)